# Zdzisław Antczak
Zdzisław Antczak, poljski rokometaš, * 20. november 1947, Miłkowice, † 28. februar 2019.
Leta 1972 je na poletnih olimpijskih igrah v Münchnu v sestavi poljske rokometne reprezentance osvojil deseto mesto.
Čez štiri leta je z reprezentanco osvojil bronasto medaljo.